# Puyallups
Pour les articles homonymes, voir Puyallup.
La tribu Puyallup est une tribu amérindienne localisée à l'ouest de l'État de Washington au nord-ouest des États-Unis. Après avoir signé le traité de Medicine Creek en 1854, ceux-ci s'installèrent dans une réserve indienne située dans la région actuelle de la ville de Tacoma. Cette réserve de 73 935 km2 (2,5 fois plus grande que la Belgique) est très urbanisée par rapport aux autres réserves du pays. Elle abritait en 2000 une population de 41 341 personnes. 72 % des résidents sont aujourd'hui d'origine blanche alors que seulement 3,2 % est d'origine amérindienne.
Le langage originel de la tribu était une langue de type Salish couramment parlée dans cette région par les indigènes. 
Bob Satiacum, un avocat médiatisé dans les années 1960 et 1970 pour la défense des droits des amérindiens, était un chef de cette tribu. Le chef actuel de la tribu se nomme Herman Dillon.
La majorité des revenus de la tribu provient des jeux d'argent et notamment du casino Emerald Queen Casino. 